# Thomas Felstead
Thomas Felstead là một cầu thủ bóng đá, thi đấu cho Huddersfield Town.